# 塔尔维斯之战 (1809年)
塔尔维斯之战（法语：Bataille de Tarvis）发生于1809年5月15日至18日。此役中，欧仁·德·博阿尔内率领的法国-意大利军队攻击了阿尔伯特·久莱的奥地利军队。欧仁在塔尔维西奥附近的一场激战中击溃了久莱的师，塔尔维西奥是一个被称为塔尔维斯的奥地利小镇。在附近的马尔博盖托和普雷蒂尔，奥地利的小型驻军英勇地保卫了这两个堡垒，法军最终以人数优势攻占了两地。此役结束时，法军占领了关键的山口，使他们的部队能够入侵奥地利的克恩顿。塔尔维西奥位于意大利东北部，靠近奥地利和斯洛文尼亚的边界。
欧仁的主力纵队行进在战斗地区东西向的费拉河谷。5月15日，该纵队发现前进的道路被奥军的马尔博盖托堡垒封锁。17日上午，欧仁的部队以发起进攻并占领了这个堡垒。当天晚些时候，法意联军从塔尔维西奥附近击溃了久莱的师，给奥军造成重大损失。试图从南部与欧仁会合的一支法意纵队于15日被驻守在普雷蒂尔堡垒内的奥军拦截。5月18日，法军大部队袭击了普雷蒂尔，守军战至最后一人。战后两个堡垒都建立了纪念碑以纪念在战斗中献出生命的奥地利士兵。

## 背景

### 早期战斗
第五次反法同盟开始时，奥地利的战争计划要求约翰大公率领内奥地利军队入侵并占领意大利东北部的威尼斯省。对于这项艰巨的任务，约翰可用的兵力并不多。

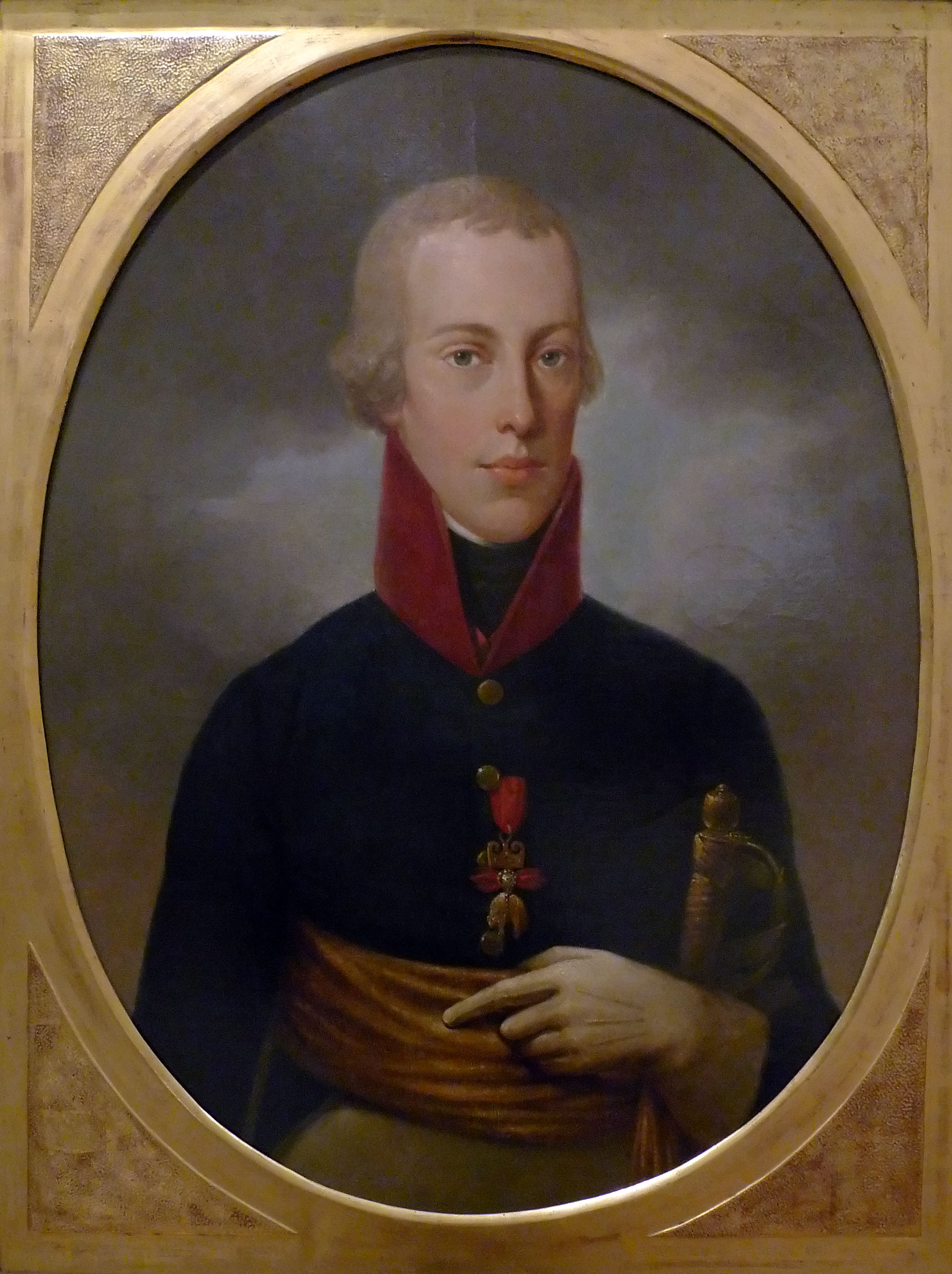
约翰大公

奥地利第八军团有24,500名步兵、2,600名骑兵和62门火炮。第九军团有22,200名步兵、2,000名骑兵和86门火炮。安德烈亚斯·冯·斯托伊切维奇少将准备带着10,000多人向南挺进法国占领的达尔马提亚。在克恩顿州集结的是23,500名预备役士兵，另有6,600名地方武装。为了支持蒂罗尔叛乱，约翰重组了他的军队，并从第八军团派出10,000名士兵在查斯特勒·德·库尔塞勒斯将军的指挥下向西移动。在不断分兵后，约翰还剩下大约40,000名士兵来入侵意大利。
欧仁的意大利军团有70,000名法国-意大利士兵。在他的六个法国步兵师和三个意大利步兵师中，只有两个负责保卫东部边境附近的索查河，其余的则分散在意大利王国各地。1809年4月16日，过于自信的欧仁只带着一个骑兵师和五个步兵师作战，大约有35,000名步兵和2,000名骑兵。在萨奇莱之战中，约翰的奥地利军队重创了欧仁的军队，法军有6,500人伤亡，奥军的损失仅为3,600人。被击败的法军撤回了阿迪杰河上的维罗纳以等待增援部队，直到扩充到60,000名士兵。在约翰分兵围攻奥索波和帕尔马诺瓦要塞并分兵监视法军在威尼斯的大型驻军后，奥地利军队于4月28日仅带着30,000名士兵抵达维罗纳。在听说奥地利主力军队在4月22日的埃克米尔战役中战败后，奥地利皇帝弗朗茨一世命令约翰大公撤退回内奥地利。
在4月底的卡尔迪耶罗之战中，约翰大公在索阿韦附近与欧仁短暂交锋后于5月2日撤退。撤退由一支后卫军队负责掩护。5月8日，约翰为皮亚韦河后面的坚固阵地与法军交战。在皮亚韦河战役中，欧仁大败对手，给奥军造成5,000人伤亡，法军则损失了2,000人。5月11日，法意前卫在圣达尼埃莱攻击了奥军4,000人的后卫部队。奥地利人被击溃，损失约2,000人，而法军的伤亡人数在200至800人之间。在文佐内发生冲突后，奥军后卫向北撤退到费拉河谷，并烧断了桥梁。

### 序章

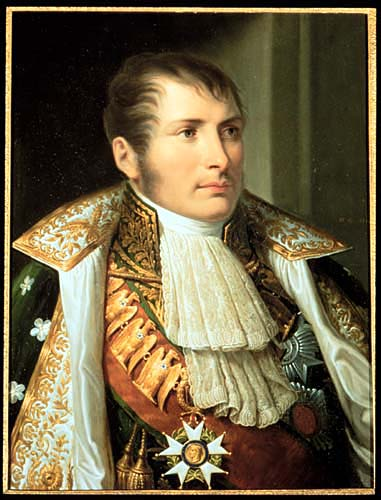
欧仁·德·博阿尔内

约翰大公将大约19,000名奥地利士兵带到塔尔维西奥。他派伊格纳兹·久莱和5,000名士兵前往克拉尼斯卡（今斯洛文尼亚），那里只有安东·冯·扎克和约翰·卡尔纳西少将领导的两个旅守卫。由于伊格纳兹·久莱被授予了克罗地亚皇室总管一职，他有权召集克罗地亚的民兵部队。由于约翰因入侵意大利失败而被严重削弱，他从蒂罗尔召回了查斯特勒，希望集结足够的军队来对抗欧仁。
欧仁则计划突破卡尔尼施山的奥军防线。在西边，让-巴蒂斯特·多米尼克·鲁斯卡将军和他的步兵师向皮亚韦河谷进军。雅克·麦克唐纳将军率领一个骑兵师和两个步兵师向东进军并占领位于卡尔尼奥拉的卢布尔雅那。从那里，麦克唐纳可能会与从达尔马提亚向北推进的奥古斯特·马尔蒙将军会合，或者他可以占领格拉茨或马里博尔。欧仁派了一个师由让·马蒂厄·塞拉斯将军率领向塔尔维西奥进发。欧仁则亲自带着他的大部分军队从奥索波沿费拉山谷向北，剑指塔尔维西奥和菲拉赫。
当他的旅撤退到皮亚韦河谷上游时，奥军的约瑟夫·施密特少将彻底封锁了法军鲁斯卡将军的进军路线。鲁斯卡无法将他的辎重和大炮朝那个方向移动，于是他后退并跟随欧仁的路径。在遇到先前被奥军拆毁的桥梁后，欧仁最终将他的炮兵、骑兵和辎重车留下，并指示他们追随塞拉斯的部队。他亲自带着他的步兵和一些轻型火炮继续向庞特巴挺进。

## 战斗

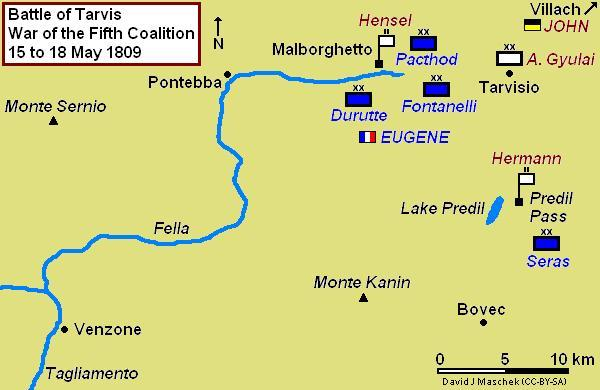
塔尔维斯之战地图

5月中旬，约翰大公将他的军队重组为几个小分队。斯托伊切维奇将军约有8,100人的部队此时仍在达尔马提亚。弗朗茨·杰拉西奇将军的10,200名士兵和16门大炮从多瑙河转移到约翰的战斗序列内。杰拉西奇位于拉德施塔特北部。约翰带着他的13,060名士兵和22门火炮控制了菲拉赫。

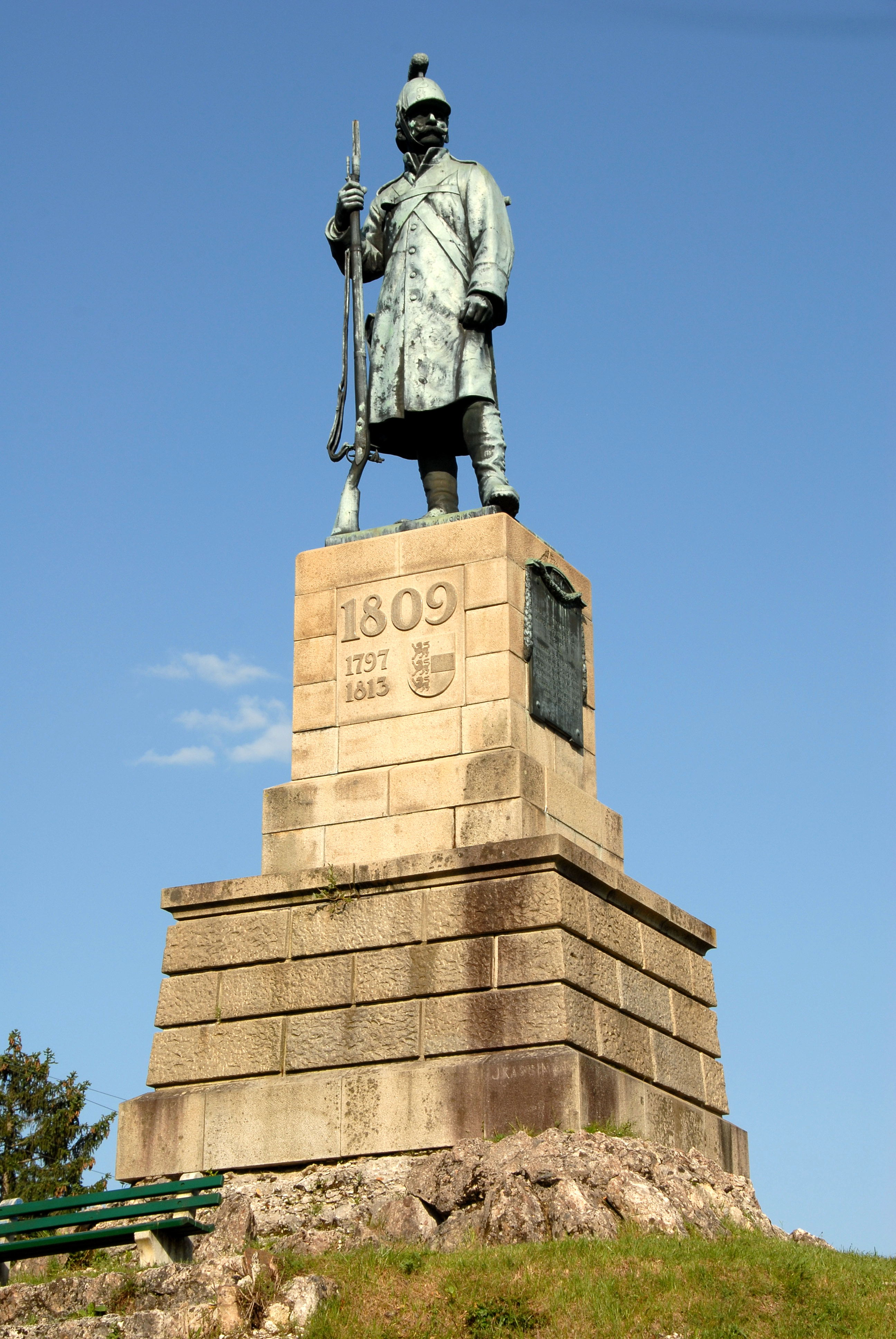
塔尔维西奥奥地利士兵纪念碑。

法军部队于5月15日抵达马尔博盖托堡垒前。欧仁命令士兵进攻堡垒，而另一个师则阻止久莱干涉塔尔维斯的法军行动。因此，一些法军士兵穿过山路，到达马尔博盖托堡垒东侧的费拉山谷。16 日，法军与久莱的部队发生小规模冲突，久莱撤离了塔尔维西奥并在该镇以东建立了一个防御阵地。
5月17日上午9点30分，法军的两个步兵师师从两个方向冲进了马尔博盖托堡垒。三十分钟后，法军扫清了堡垒内的奥军。有300名奥地利士兵被杀，350人被俘，法军有80人伤亡并缴获了大量的食物以及13门火炮。

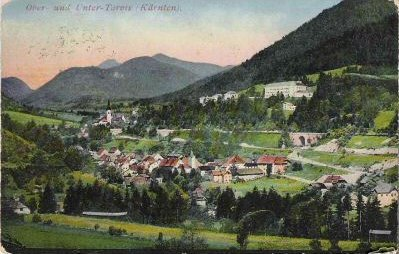
塔尔维西奥

法军在占领堡垒后迅速向东行进到塔尔维西奥，以协助对久莱的进攻。中午时分，欧仁指挥他的部队发起进攻。当一个步兵师正面进攻奥军阵地时，一个意大利步兵师袭击了奥地利的左翼。意大利人占领了一个关键要塞，并开始从南面进攻奥军阵地。随着奥地利防线开始崩溃，法军部队在前面发动了主攻。奥军士兵在混乱中逃离战场，并有3,000人阵亡、受伤及被俘，奥军的大部分火炮也都被法军缴获。由于缺乏骑兵部队，法意联军无法有效的进行追击。欧仁的部队有80人阵亡，300人受伤。
与此同时，法军先前派出的另一个纵队于15日到达普雷蒂尔堡垒并受到了猛烈抵抗。当欧仁在5月17日摧毁久莱的指挥部时，法军轰炸了普雷蒂尔堡垒但没有效果。为了将他的炮兵、骑兵和辎重车带到塔尔维西奥，欧仁需要占领普雷蒂尔堡垒，于是他派了三个营向南从山口发起进攻，而另一支法军部队则从另一边同时进攻。法军的进攻于5月18日开始，遭到了激烈的抵抗。驻守堡垒的250名克罗地亚籍士兵和指挥官全部在战斗中阵亡。在参战8,500名步兵和12门火炮中，法意的伤亡人数约为450人。

## 结果
奥地利入侵意大利是一个战略错误。入侵和撤退中的损失严重削弱了约翰大公的军队，此外，约翰没有足够的兵力来保卫意大利平原以东的山地屏障，而自身的士兵数量不足。占领塔尔维西奥及其外围堡垒为欧仁提供了一条通往菲拉赫的道路，他于5月20日彻底控制了道路。第二天，他的部队占领了克拉根福。在这两个城市，法国-意大利人都找到了可以使用的战略物资。欧仁被迫修整了几天，以便让他的炮兵、骑兵和辎重车赶上他的步兵。约翰大公则撤退到格拉茨，并于5月24日抵达，随后是久莱的师。接下来的行动是5月25日的圣米夏埃尔之战。

## 引注
1. ↑  Bodart 1908，第403頁.
2. 1 2  Schneid 1995，第64-65頁.
3. ↑  Bowden & Tarbox 1980，第108-109頁.
4. ↑  Schneid 1995，第66頁.
5. ↑  Schneid 1995，第66-67頁.
6. 1 2  Schneid 1995，第70頁.
7. ↑  Schneid 1995，第75頁.
8. 1 2  Schneid 1995，第76頁.
9. ↑  Schneid 1995，第76-77頁.
10. ↑  Epstein 1994，第86-87頁.
11. ↑  Epstein 1994，第93頁.
12. ↑  Epstein 1994，第94頁.
13. ↑  Schneid 1995，第82-83頁.
14. 1 2  Epstein 1994，第119頁.
15. ↑  Epstein 1994，第122頁.
16. ↑  Epstein 1994，第122-123頁.
17. 1 2  Bowden & Tarbox 1980，第115-117頁.
18. ↑  Petre 1976，第301頁.
19. 1 2 3  Epstein 1994，第123頁.
20. 1 2  Smith 1998，第304頁.
21. 1 2  Epstein 1994，第124頁.
22. ↑  Smith 1998，第306頁.
23. ↑  Schneid 1995，第86頁.